# Tropas Espaciais da Rússia
As Tropas Espaciais Russas, (em russo: Космические войска России, ou Kosmicheskie voyska Rossii, KV), é  um dos dois braços das Forças Aeroespaciais da Rússia, com a outra sendo a Força Aérea Russa. E portanto, parte das Forças Armadas da Rússia.
É uma força espacial, responsável pelas operações espaciais. Operando Satélites militares, mísseis antibalísticos, e o sistema de GNSS GLONASS.
Criada em 10 de Agosto de 1992, depois da dissolução da União Soviética e a criação das Forças Armadas da Rússia como um braço indepedente desta mesma. A organização compartilhou o controle do cosmódromo de Baikonur com a Agência Espacial Federal Russa. Ela também operou o Cosmódromo de Plesetsk e o Cosmódromo de Svobodny.
Em 1997, foi extinta e integrada à Tropa de Mísseis Estratégicos, mas foi recriada em 2001. Em 1 de Dezembro de 2011, ela foi substituída pela Força de Defesa Aeroespacial Russa, mas novamente foi recriada em 2015 após a Força Aérea Russa e as Tropas Espaciais Russa serem integradas como sub-braços na nova Forças Aeroespaciais da Rússia.